# Sicyodes
Sicyodes là một chi bướm đêm thuộc họ Geometridae.